# Durcet
Durcet település Franciaországban, Orne megyében. Lakosainak száma 289 fő (2022. január 1.). Durcet Bellou-en-Houlme, Landigou, Sainte-Opportune és Athis-Val de Rouvre községekkel határos.

## Népesség
A település népességének változása:
| Lakosok száma | 280  | 300  | 309  | 312  | 305  | 299  | 292  | 288  | 289  |
|               | 2013 | 2015 | 2016 | 2017 | 2018 | 2019 | 2020 | 2021 | 2022 |